# AEK Arena – Georgios Karapatakis
Die AEK Arena – Georgios Karapatakis (griechisch ΑΕΚ Αρένα – Γεώργιος Καραπατάκης) ist ein Fußballstadion in der zyprischen Hafenstadt Larnaka. Es ist Eigentum und Heimspielstätte des Fußballvereins AEK Larnaka. Die AEK Arena trägt den Namen von Georgios Karapatakis, in Erinnerung an den Vater des Vereinspräsidenten Andreas Karapatakis.

## Geschichte
Die Arena wurde direkt neben dem GSZ-Stadion errichtet, wo die AEK von der Gründung 1994 bis 2016 seine Heimspiele austrug. Der Bau kostete 8,5 Mio. Euro. Etwa eine Mio. Euro stammen aus dem Kauf von Anteilen durch die Mitglieder und Freunde von AEK. Die Grundsteinlegung wurde am 16. November 2015 durch den Präsidenten der Republik, Nikos Anastasiadis, durchgeführt. Mit den Bauarbeiten wurde schon am 7. September begonnen und konnten rund ein Jahr später abgeschlossen werden. Die erste Begegnung war am 17. Oktober 2016 die Ligapartie des 7. Spieltages zwischen dem AEK Larnaka und Aris Limassol (4:0). Das erste Tor erzielte der spanische Mittelfeldspieler Jorge Larena. Die Haupttribüne der neuen Anlage besitzt ein Dach, welches den Rang fast auf der ganzen Länge überspannt. Die drei weiteren Ränge liegen unter freiem Himmel. Die Sitze aus Kunststoff tragen die Vereinsfarben Grün und Gelb. In den Ecken sind die vier Masten der Flutlichtanlage verteilt. Am Mast in der südöstlichen Ecke ist eine Anzeigetafel angebracht.

## Tribünen
Die Sportanlage bietet auf ihren vier Zuschauerrängen 7303 Sitzplätze.
- Tribüne Georgios Karapatakis: 1885 Sitzplätze, Haupttribüne, West
- Tribüne AJK Group: 2008 Sitzplätze, Gegentribüne, Ost
- Tribüne Petrolina: 1706 Sitzplätze, Hintertortribüne, Süd
- Tribüne Larnaca: 1704 Sitzplätze, Hintertortribüne, Nord